# Vie d'Apollonios de Tyane
La Vie d'Apollonios de Tyane est une biographie romancée en huit livres consacrée au philosophe néopythagoricien Apollonios de Tyane, composée en grec ancien par le sophiste Philostrate d'Athènes au début du IIIe siècle apr. J.-C.

## Genèse et nature de l'œuvre
Philostrate composa probablement cette Vie entre 217 (année de la mort de l'impératrice Julia Domna, qui lui avait probablement commandé l'ouvrage) et sa propre mort vers 245.
La Vie d'Apollonios de Tyane est présentée par son auteur comme une biographie véridique consacrée au philosophe Apollonios de Tyane : Philostrate dit avoir fait œuvre d'historien et cite ses sources au début de son ouvrage. Cependant, plusieurs épisodes revêtant un caractère fantastique, voire merveilleux, semblent à beaucoup n'être que des inventions. De plus, les procédés narratifs employés et les péripéties d'Apollonios font beaucoup penser aux romans grecs comme ceux d'Achille Tatius ou d'Héliodore. Il est donc possible que Philostrate ait fait consciemment œuvre de fiction, mais ait mis en scène son texte comme une biographie véridique, comme il était courant de le faire au début des textes de fiction dans l'Antiquité. Pour toutes ces raisons, on considère de nos jours que la Vie d'Apollonios de Tyane contient une large part de fiction, même si elle reste utilisable en tant que document historique... avec beaucoup de distance. Pierre Grimal inclut ce texte dans son édition des Romans grecs et latins dans la Bibliothèque de la Pléiade.
Si la Vie d'Apollonios se rapproche du roman par le caractère fictif de nombre de ses péripéties et par les procédés narratifs qu'elle déploie, elle n'est cependant pas un roman grec proprement dit, car elle n'a pas pour sujet une intrigue amoureuse, mais la vie ascétique d'un philosophe présenté comme un « homme divin » (theios anèr) et un faiseur de miracles. Elle tient à la fois de l'hagiographie païenne par l'éloge qu'elle fait d'Apollonios, du récit de voyage par les péripéties qu'elle met en scène, et du roman grec par ses procédés (une fiction possible mise en scène comme un récit véridique) et le goût de l'exotisme dont elle témoigne. La Vie d'Apollonios de Tyane constitue l'une des sources importantes dont nous disposons sur le personnage d'Apollonios de Tyane et un document précieux sur la religiosité antique dans les premiers siècles de notre ère.

## Structure
La Vie d'Apollonius de Tyane est divisée en huit livres. L'édition de Chassang en 1862 leur donne les en-têtes suivants :
- Livre I : Jeunesse d'Apollonios. Séjour à Babylone chez le roi Vardane.
- Livre II : Voyage dans l'Inde : séjour à Babylone chez le roi Phraote.
- Livre III : Voyage dans l'Inde : les brahmanes et leur chef Iarchas.
- Livre IV : Apollonios en Ionie, en Grèce et à Rome. Néron persécute les philosophes.
- Livre V : Apollonios en Espagne. Retour en Grèce. Voyage en Égypte. Relations avec Vespasien.
- Livre VI : Voyage en Éthiopie. Les Gymnosophistes. Relations avec Titus. Suite des voyages d'Apollonios.
- Livre VII : Apollonios persécuté par Domitien.
- Livre VIII : Apollonios au tribunal de Domitien. Nouveaux voyages. Il disparaît sous Nerva.

## Postérité antique et histoire éditoriale

### Postérité dans l'Antiquité
L'auteur anonyme de l'Histoire Auguste fait allusion à cette biographie dans sa Vie d'Aurélien. Elle fut traduite du grec au latin par Nicomaque Flavien sous le règne de Théodose Ier.
Au IXe siècle apr. J.-C., l'érudit byzantin Photios consacre deux codices de sa Bibliothèque, les no 44 et 241, à la Vie d'Apollonios de Tyane.

### Histoire éditoriale
En 1599, Blaise de Vigenère publie une première traduction en français. Elle est revue par Frédéric Morel dans son édition de 1611, à laquelle est jointe un commentaire d'Arthur Thomas. En 1862, Alexis Chassang publie une nouvelle traduction avec préface et notes, à laquelle il joint la traduction des Lettres d'Apollonios. En 1870, C. L. Kayser en publie une nouvelle édition allemande à Leipzig. En 1948, F. C. Conybeare en publie une traduction anglaise dans la Loeb Classical Library. En 1958, Pierre Grimal en donne une nouvelle traduction française dans son édition des Romans grecs et latins dans la Bibliothèque de la Pléiade.

### Traductions en français
- trad. A. Chassang (1862) : Apollonius de Tyane. Sa vie, ses voyages, ses prodiges, par Philostrate et ses lettres (217-245)
- trad. P. Grimal (1958) : Romans grecs et latins (textes présentés, traduits et annotés par Pierre Grimal), éditions Gallimard, coll. « Bibliothèque de la Pléiade » no , Paris, 1958, XXII-1529 p. – Inclut une présentation et la traduction de la Vie d'Apollonios de Tyane, de Philostrate, p. 1025-1338.

### Études
- Patrick Robiano, « Le théâtre dans la Vie d'Apollonios de Tyane de Philostrate », Pallas, no 97,‎ 2015, p. 193–209 (lire en ligne)
- Suzanne Saïd, Monique Trédé et Alain Le Boulluec, Histoire de la littérature grecque, Paris, Presses universitaires de France, coll. « Premier Cycle », 1997 (ISBN 2130482333 et 978-2130482338), p.522-524.
- Guy Rachet, Apollonius de Tyane, sa vie, ses voyages, ses prodiges, Présentation et notes de Guy Rachet, Sand, 1995 (trad. de Chassang).